# Nordea Nordic Light Open
Nordea Nordic Light Open — жіночій тенісний турнір, що проводився в Стокгольмі, Швеція (у 2002 та 2003 роках — в Еспоо, Фінляндія) з 2004 по 2008 рік на відкритих хардових кортах. Пізніше його замінив Swedish Open (Бостад).

## Фінали

### Одиночний розряд
| Місце проведення | Рік  | Чемпіонка               | Фіналістка        | Рахунок            |
| ---------------- | ---- | ----------------------- | ----------------- | ------------------ |
| Еспоо            | 2002 | Світлана Кузнецова      | Деніза Хладкова   | 0–6, 6–3, 7–6(7–2) |
| Еспоо            | 2003 | Анна Смашнова-Пістолезі | Єлена Костанич    | 4–6, 6–4, 6–0      |
| Стокгольм        | 2004 | Алісія Молік            | Тетяна Перебийніс | 6–1, 6–1           |
| Стокгольм        | 2005 | Катарина Среботнік      | Анастасія Мискіна | 7–5, 6–2           |
| Стокгольм        | 2006 | Чжен Цзє                | Анастасія Мискіна | 6–4, 6–1           |
| Стокгольм        | 2007 | Агнешка Радванська      | Віра Душевіна     | 6–1, 6–1           |
| Стокгольм        | 2008 | Каролін Возняцкі        | Віра Душевіна     | 6–0, 6–2           |

### Парний розряд
| Місце проведення | Рік  | Чемпіонки                                       | Фіналістки                               | Рахунок            |
| ---------------- | ---- | ----------------------------------------------- | ---------------------------------------- | ------------------ |
| Еспоо            | 2002 | Аранча Санчес Вікаріо Світлана Кузнецова        | Ева Бес Марія Хосе Мартінес Санчес       | 6–3, 6–7(5–7), 6–3 |
| Еспоо            | 2003 | Олена Татаркова Євгенія Куликовська             | Тетяна Перебийніс Сільвія Талая          | 6–2, 6–4           |
| Стокгольм        | 2004 | Алісія Молік Барбара Шетт                       | Анна-Лена Гренефельд Еммануелле Гальярді | 6–3, 6–3           |
| Стокгольм        | 2005 | Емілі Луа Катарина Среботнік                    | Ева Бірнерова Мара Сантанджело           | 6–4, 6–3           |
| Стокгольм        | 2006 | Ева Бірнерова Ярміла Ґайдошова                  | Янь Цзи Чжен Цзє                         | 0–6, 6–4, 6–2      |
| Стокгольм        | 2007 | Анабель Медіна Гаррігес Вірхінія Руано Паскуаль | Чжінь Вей Чжань Тетяна Лужанська         | 6–1, 5–7, [10–6]   |
| Стокгольм        | 2008 | Івета Бенешова Барбора Заглавова-Стрицова       | Петра Цетковська Луціє Шафарова          | 7-5, 6-4           |